# 쐐기풀
쐐기풀은 한반도 중부 이남의 산지 등에 군생하는 여러해살이풀이다. 잎이나 줄기에는 포름산을 많이 포함한 털이 있어서 만지면 벌에 쏘인 것처럼 따갑다. 잎은 마주나며, 잎자루가 길고 달걀 모양이다. 암수한그루로, 가을에 잎겨드랑이에서 1개씩의 꽃대가 나는데, 일반적으로 수꽃차례는 꽃대 아래쪽에, 암꽃차례는 그 위쪽에 달린다. 높이는 1m 가량이며 열매는 수과이다. 7~8월에 개화하여 9~10월에 결실을 맺는다.